# Thẩm Uyên Tử
Thẩm Uyên Tử (chữ Hán: 沈渊子, 381 – 415), tên tự là Kính Thâm, người Vũ Khang, tướng lĩnh nhà Đông Tấn trong lịch sử Trung Quốc.

## Xuất thân
Ông nội là Cảnh, xuất thân sĩ tộc, gia cảnh giàu có, tài sản lên đến ngàn vàng. Cảnh chuyên cần học tập, làu thông Tả thị xuân thu, trước có Tạ An, sau có Vương Cung đều hết sức mời ông ra làm quan. Cảnh cũng là tín đồ của Ngũ Đấu Mễ Đạo, phụng sự các đời giáo chủ Đỗ Tử Cung, Tôn Thái, Tôn Ân rất thành kính.
Năm Long An thứ 3 (399), Tôn Ân khởi nghĩa. Cha của Uyên Tử là Thẩm Mục Phu, khi ấy đang ở Hội Kê, được Tôn Ân dùng làm Tiền bộ tham quân, Chấn vũ tướng quân, Dư Diêu lệnh. Ngày 28/12 năm ấy, Tôn Ân bị Lưu Lao Chi đánh bại, Mục Phu bị Phụ quốc tướng quân Cao Tố bắt giết, đầu đưa về Kinh Ấp. Cảnh biết tin Mục Phu tham gia phản quân, chưa kịp bỏ trốn, thì bị Thẩm Dự - người họ hàng, vốn làm người vô sĩ nên bị Cảnh ghét - tố giác. Cảnh cùng các em trai của Mục Phu là Trọng Phu, Nhâm Phu, Dự Phu, Bội Phu đều bị hại, chỉ có Uyên Tử và các em trai là Vân Tử, Điền Tử, Lâm Tử, Kiền Tử thoát nạn.
Con là Thẩm Chánh.

## Cuộc đời
Uyên Tử từ nhỏ đã có chí lớn và tiết tháo. Ông đi theo Lưu Dụ chiếm được Kinh Khẩu, phong tước Phồn Trĩ huyện ngũ đẳng hầu. Uyên Tử lần lượt làm Tham Trấn quân, Xa kỵ Trung quân sự (vì Lưu Dụ lần lượt làm Trấn quân tướng quân, Xa kỵ tướng quân). Sau đó ông làm Phụ quốc Chinh tây tham quân cho Lưu Đạo Quy, lĩnh chức Ninh Thục  thái thú. Ông cùng Lưu Cơ chém được Thái Mãnh ở Đại Bộ, quay về triều nhận chức Thái úy tham quân.
Năm Nghĩa Hi thứ 11 (415), Uyên Tử theo Lưu Dụ chinh thảo Tư Mã Hưu Chi, làm tiền phong, tiến ra Giang Hạ khẩu. Ông giao chiến với Lỗ Quỹ ở Phá Trủng, thua trận, cùng mất với Từ Quỳ Chi, khi ấy được 35 tuổi.